# ماري موريس (ممثلة)
ماري موريس (بالإنجليزية: Mary Morris)‏ هي ممثلة بريطانية (وحملت سابقاً جنسية المملكة المتحدة لبريطانيا العظمى وأيرلندا)، ولدت في 13 ديسمبر 1915 في فيجي، وتوفيت في 14 أكتوبر 1988 في سويسرا بسبب مرض.

## وصلات خارجية
- ماري موريس على موقع IMDb (الإنجليزية)
- ماري موريس على موقع قاعدة بيانات الفيلم (الإنجليزية)